# Škrle (zámek)
Zámek Škrle je barokní zámek ve vsi Škrle, necelých deset kilometrů jihovýchodně od Chomutova. Postaven byl roku 1730 na místě starší tvrze cisterciáky z oseckého kláštera. Klášter zámek vlastnil až do roku 1875, kdy budovu koupila obec a zřídila v ní školu a kanceláře obecního úřadu. Zámek je chráněn jako kulturní památka.

## Historie

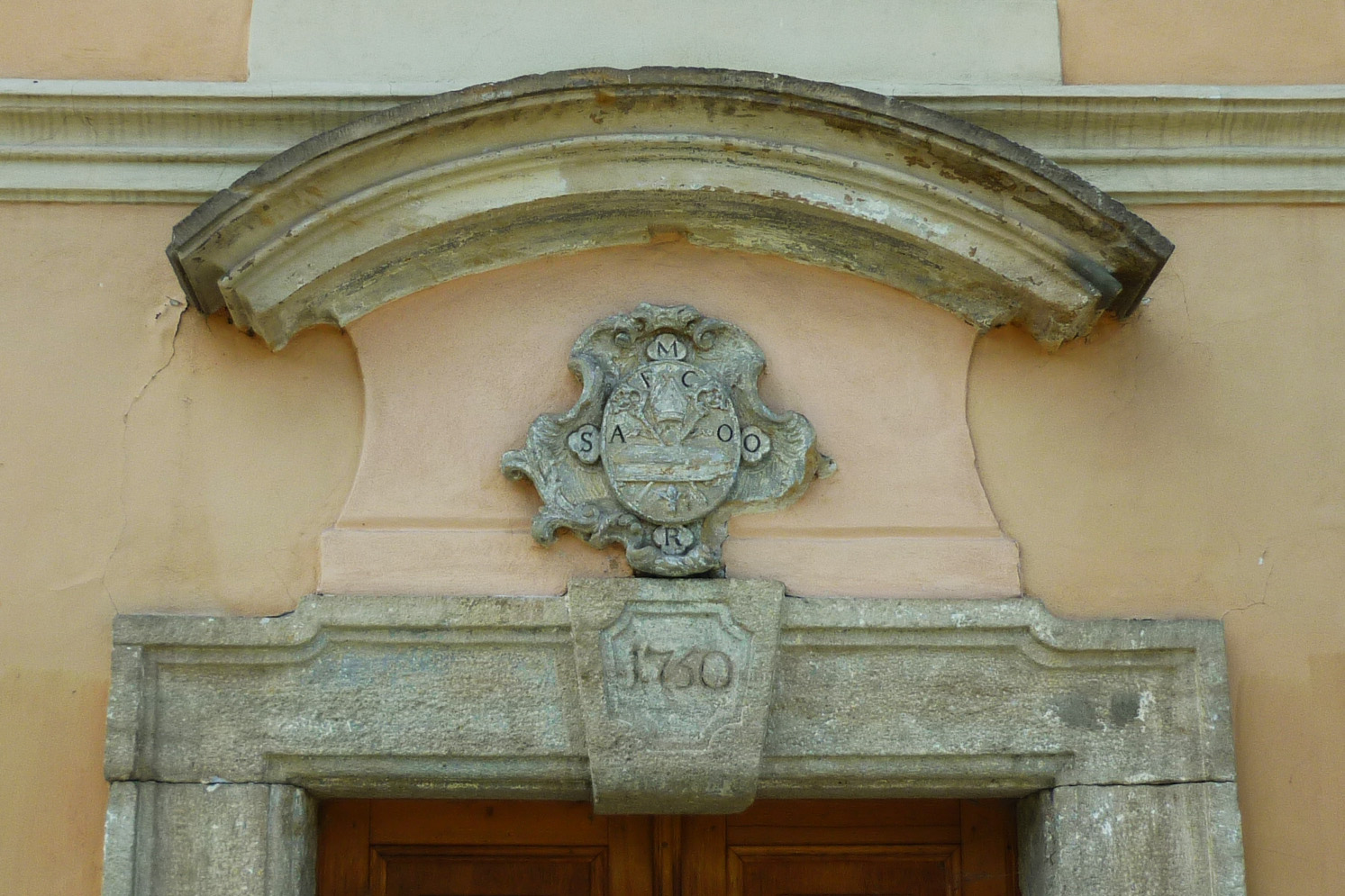
Znak na zámku Škrle

Ves Škrle patřila od 13. století k majetku cisterciáckého kláštera v Oseku. Na místě zámku stávala původně tvrz. Není známo, kdy přesně vznikla. Osecký klášter byl v roce 1580 dočasně zrušen, a jeho majetek přešel pod správu Pražského arcibiskupství.[zdroj⁠?!] V době stavovského povstání se ves dostala do šlechtických rukou. V letech 1620–1621 ji vlastnil Bohuslav z Michalovic. První písemná zmínka o tvrzi je z roku 1621, kdy byla Bohuslavovi zkonfiskována za účast na stavovském povstání, a vrácena klášteru. Podle berní ruly z roku 1654 patřily ke klášternímu statku ve Škrli vesnice Zálezly, Vysočany, Lažany, Hošnice, Bylany a Vtelno.

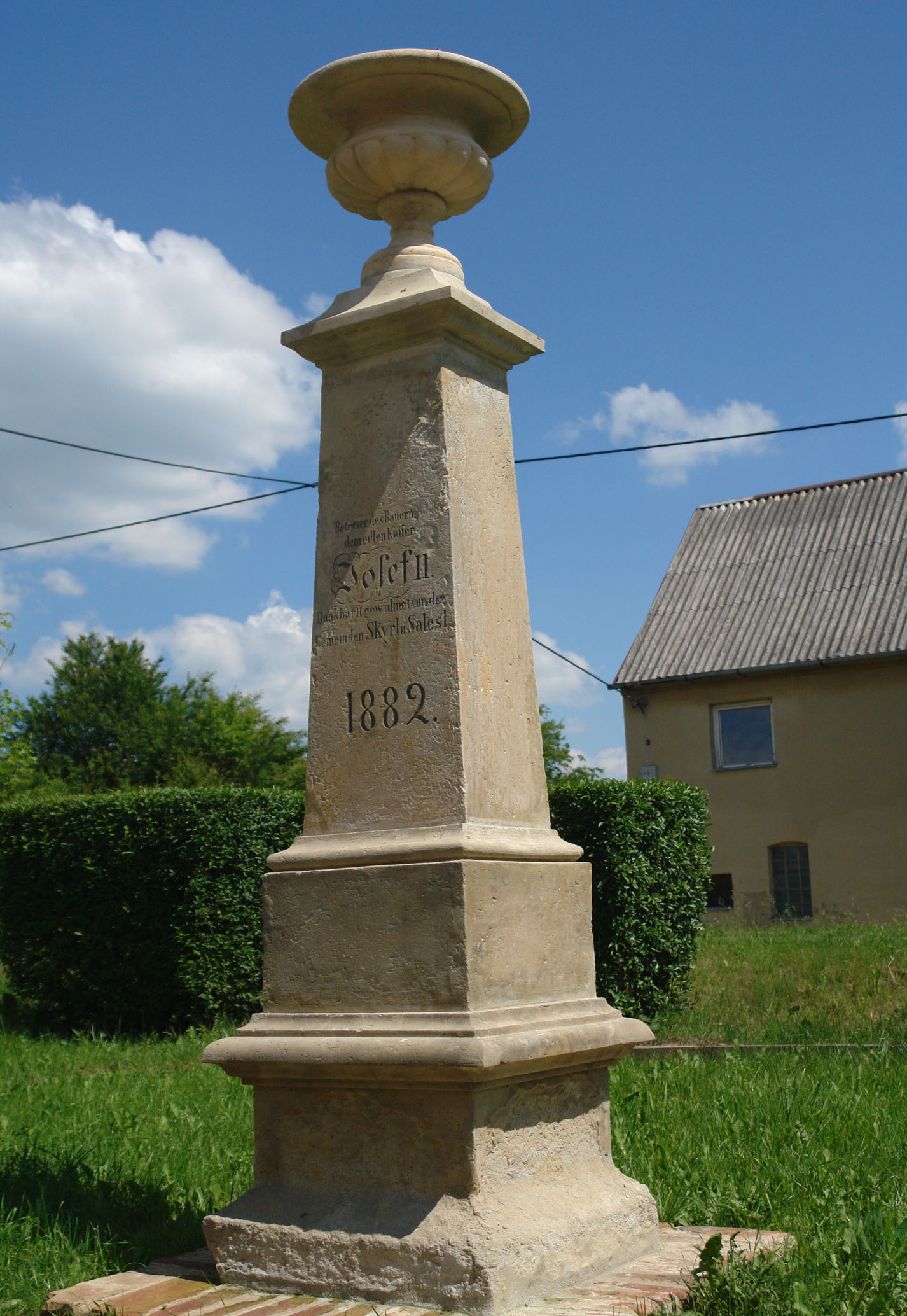
Sloup před zámkem

Tvrz zanikla během třicetileté války a v roce 1730 (podle Zdeny Binterové až v polovině 18. století) byl na jejím místě vybudován oseckým opatem Březinou[zdroj⁠?!] barokní zámeček, zamýšlený jako letní opatská rezidence. Stavbu realizoval stavitel Jakub Schwarz z Ústí nad Labem. V roce 1841, za opata Salesia Krügnera[zdroj⁠?!] došlo k rozšíření zámku při respektování původního barokního slohu stavby.
V roce 1850 se Škrle stala samostatnou obcí. V roce 1875 obec od kláštera zámek odkoupila a zřídila v něm školu, která byla zrušena ve dvacátých letech 20. století.[zdroj⁠?!] Později zámek až do roku 1960 využíval místní národní výbor, který v něm zřídil kanceláře a byty. Zámek ve druhé polovině 20. století chátral, ale v osmdesátých letech byly opraveny interiéry. Oprava fasád a oken proběhla až v roce 1999.

## Architektonická podoba
Zámek je jednopatrová stavba na půdorysu písmene L. Průčelí mělo původně pět okenních os, později bylo rozšířeno symetricky o čtyři další (po dvou na každé straně budovy). Nad vstupem do zámku je opatský znak a letopočet 1730. V přízemí jsou valeně klenuté stropy, patro je plochostropé. K zámku patřila také hospodářská stavení, která už neexistují.